# Чагодоща
Чагодоща (в горното течение Чагода) (на руски: Чагодоща, Чагода) е река в Ленинградска и Вологодска област на Русия, ляв приток на Молога (от басейна на Волга). Дължина 242 km. Площ на водосборния басейн 9680 km².
Река Чагодоща води началото си под името Чагода от Шипковското езеро, разположено на 189,6 m н.в., в Тихвинското възвишение, на 5 km южно от град Пикалево, в югоизточната част на Ленинградска област. По цялото си протежение тече предимно в източно направление в заблатена равнина, като образува големи завои. В горното течение долината ѝ е гориста, ширината на коритото е около 20 m, а след устието на река Горюн (при 157 km) – до 50 – 60 m, като в отделни участъци има бързеи и малки прагове. След устието на река Пес (при 131 km), вече под името Чагодоща, течението ѝ става бавно и спокойно, ширината на коритото надвишава 100 m и има множество меандри и старици (изоставено речно корито). Влива се отляво в река Молога (от басейна на Волга), при нейния 58 km, на 102 m н.в., при село Лентево във Вологодска област. Основни притоци: леви – Тушемелка (64 km), Лид (146 km), Внина (97 km); десни – Смердомка (74 km), Пес (145 km). Има смесено подхранване с преобладаване на снежното. Среден годишен отток на 112 km от устието 58 m³/s, което се равнява на 1,8 km³, с ясно изразено пълноводие през април и май. Заледява се през ноември или декември, а се размразява през април или началото на май. По течението на реката са разположени множество, населени места, в т.ч. селището от градски тип Чагода във Вологодска област.